# أكسل سوبيرغ (لاعب كرة قدم)
أكسل سوبيرغ (بالسويدية: Axel Sjöberg)‏ هو لاعب كرة قدم سويدي، ولد في 12 أبريل 2000 في هلسينغبورغ في السويد.